# 발미에라
발미에라(라트비아어: Valmiera, 독일어: Wolmar)는 라트비아 비제메 지방에 위치한 도시로 발미에라 시의 행정 중심지이며 면적은 18.18km2, 인구는 27,569명(2008년 기준), 인구 밀도는 1,516명/km2이다. 리가(라트비아의 수도)에서 북동쪽으로 100km, 에스토니아 국경에서 남쪽으로 약 50km 정도 떨어진 곳에 위치하며 가우야강 양안과 접한다. 1323년 문헌에 처음 등장한다.